# Wilhelm II. (Bayern)
Wilhelm II. von Bayern-Straubing (auch Wilhelm von Oostervant; * 5. April 1365 in Den Haag (?); † 31. Mai 1417 in Bouchain, Hennegau), als Graf von Hennegau Wilhelm IV. und als Graf von Holland und Zeeland Wilhelm VI., war von 1404 bis zu seinem Tod der dritte Herzog von Straubing-Holland. Er war der älteste Sohn Albrechts I. von Straubing-Holland mit Margarete von Liegnitz-Brieg, verheiratet mit Margarete von Burgund, der Schwester des Herzogs Johann Ohnefurcht, und Lady des Hosenbandordens.

## Zeitgeschichtlicher Hintergrund

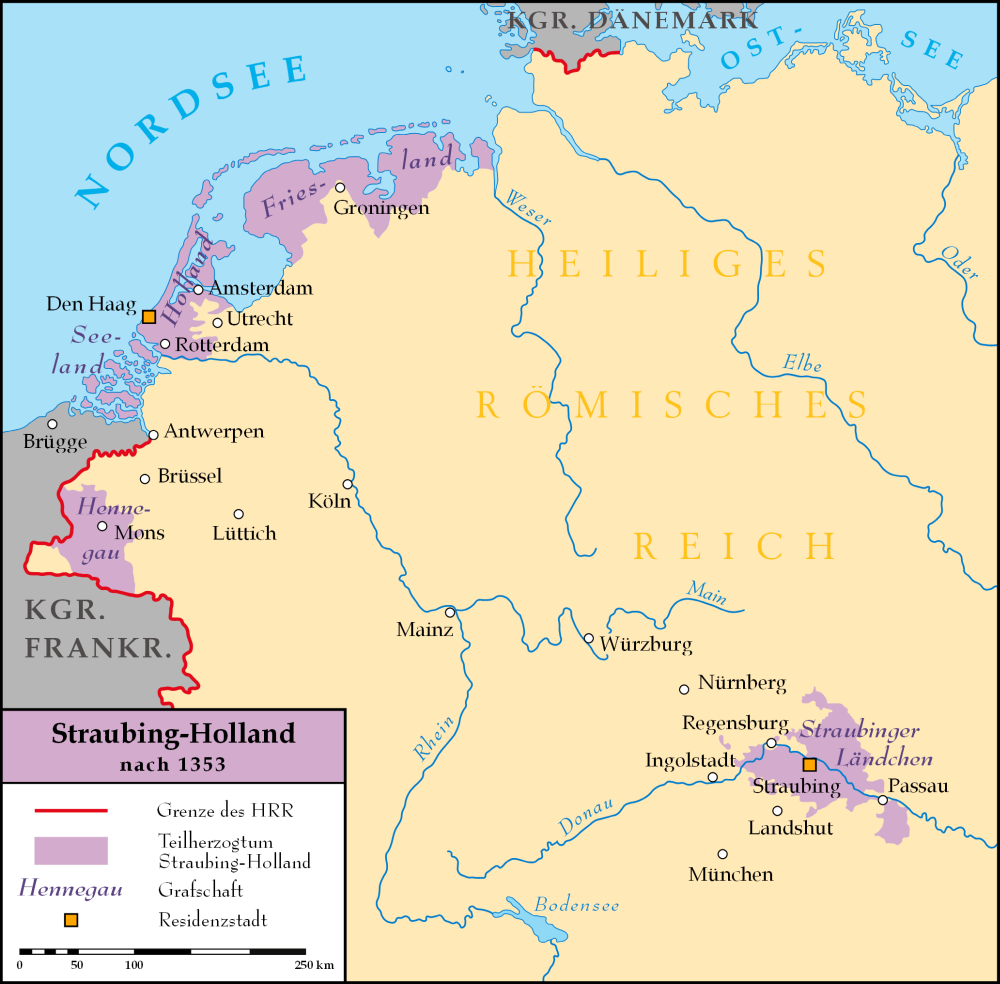
Das Herzogtum Straubing-Holland

Mit Wilhelms Großvater Ludwig IV. hatten die Wittelsbacher 1314 erstmals den römisch-deutschen König gestellt. Nach dem Tod Ludwigs IV. 1347 wurde Bayern unter seinen sechs Söhnen aufgeteilt. Wilhelm I. und Albrecht I. erhielten 1353 im Regensburger Vertrag das Herzogtum Straubing-Holland. Dieses bestand aus dem Straubinger Ländchen im heutigen Niederbayern und den niederländischen Grafschaften Holland, Seeland, Friesland und Hennegau, die über Ludwigs Ehefrau Margarethe von Holland an die Wittelsbacher gekommen waren. Nachdem Wilhelm I. 1358 aufgrund einer Geisteskrankheit regierungsunfähig geworden war, übernahm sein Bruder bis zu seinem Tod 1404 die Verwaltung des gesamten Herzogtums.
Das Todesjahr Ludwigs IV., 1347, stellt einen Einschnitt in der Geschichte Europas dar. Der Schwarze Tod, eine Pestepidemie ungeahnten Ausmaßes, verbreitete sich auf dem ganzen Kontinent und ließ dessen Bevölkerung rapide schrumpfen. Der Bevölkerungsrückgang hielt über ein Jahrhundert lang an und kam erst über vierzig Jahre nach Wilhelms Tod zum Stillstand. Zu den verheerenden ökonomischen und demografischen Auswirkungen der Pest traten der 1337 ausgebrochene Hundertjährige Krieg zwischen England und Frankreich. Auch der Einfluss der Kirche, die sich 1378 im Avignonesischen Schisma für vier Jahrzehnte spaltete, ging zurück. Wegen dieser Entwicklung spricht man für die Zeit, in die Wilhelm geboren wurde, auch von der Krise des Spätmittelalters.

## Leben

### Jugend und Konflikt mit dem Vater

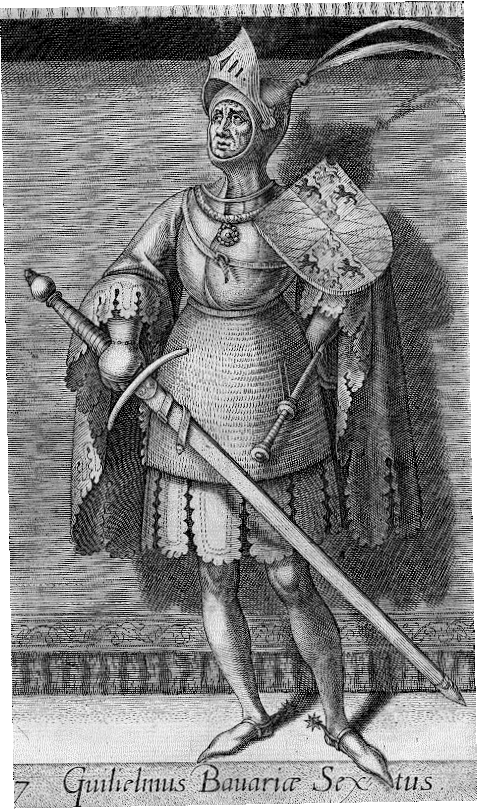
Wilhelm II., Herzog von Straubing-Holland (Fantasiedarstellung von 1578)

Albrecht I., Wilhelms Vater, war seit dem Regensburger Vertrag von 1353 Herr des niederbayerischen Teils des Herzogtums und seit 1358 aufgrund einer Geisteskrankheit seines Bruders Wilhelm I. auch Regent der niederländischen Territorien Holland, Seeland, Hennegau und Friesland. Er residierte in Den Haag. Dort wurde vermutlich auch 1365 sein Sohn geboren, der spätere Wilhelm II.
Wilhelm sollte zunächst Marie, eine Tochter des französischen Königs Karl V., heiraten; die Braut starb jedoch bereits 1377. So vermählte er sich im Alter von 20 Jahren im Rahmen der glanzvollen Doppelhochzeit von Cambrai am 12. April 1385 mit Margarete, der Tochter des burgundischen Herzogs Philipp, während seine Schwester Margarete Philipps Sohn und Nachfolger Johann ehelichte. Zur Hochzeit waren zahlreiche Gäste aus ganz Europa angereist. Darunter befand sich auch der junge König Karl VI., der wenig später Wilhelms Cousine Elisabeth heiratete, die in Frankreich Isabeau de Bavière genannt wurde. 1386/87 unternahm Wilhelm eine Preußenfahrt.
Der sechzigjährige Herzog Albrecht hatte vorgesorgt: Seine Herrschaft war durch seine ehrgeizige Heiratspolitik abgesichert und als Nachfolger standen drei Söhne bereit: Wilhelm, der die niederländischen Grafschaften übernehmen sollte, Albrecht II., der für die Herrschaft in Straubing vorgesehen war, und Johann, der als Fürstelekt dem Bistum Lüttich vorstand.
Die Beziehung Herzog Albrechts zur holländischen Adligen Aleida von Poelgeest sorgte allerdings innenpolitisch für Unruhe. Die städtische Partei der Kabeljauwen (Kabeljaue) versuchte, mit Aleidas Hilfe ihren Einfluss an Albrechts Hof auszubauen, während die altadligen Hoeken (Haken) mit seinem Sohn Wilhelm paktierten, der zu dieser Zeit mit der Verwaltung des Hennegaus betraut war (für die Hintergründe siehe Haken-und-Kabeljau-Krieg). Der Konflikt zwischen Vater und Sohn gipfelte 1392 in der wohl von den Hoeken veranlassten Ermordung Aleidas und des herzoglichen Hofmeisters Willem Cuser. Albrecht konnte sich schließlich durchsetzen, Wilhelm musste nach England fliehen. Bereits 1394 kam es aber zur Versöhnung der beiden und Wilhelm erhielt seine Statthalterrechte zurück.
Vater und Sohn führten mit erheblichem finanziellen Aufwand, aber ohne eindeutiges Ergebnis eine Reihe von Feldzügen gegen die aufständischen Friesen, die sich von Holland lossagen und direkt dem römisch-deutschen Kaiser unterstellen wollten. Albrecht I. starb am 13. Dezember 1404 nach über 46-jähriger Regentschaft. Er hatte das erst 1353 neu gebildete Herzogtum wirtschaftlich und innenpolitisch gefestigt und durch seine Heiratspolitik zu europäischer Größe gebracht. Seine Nachfolge übernahmen nun seine Söhne, Wilhelm im Norden und Johann, der für seinen früh verstorbenen Bruder Albrecht II. nachgerückt war, im Süden.

### Herzog von Straubing-Holland

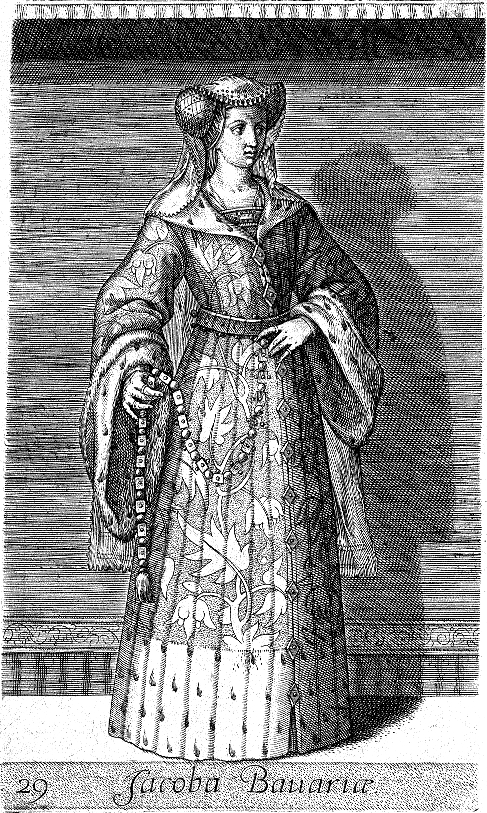
Wilhelms Tochter Jakobäa (Fantasiedarstellung von 1578)

Wilhelm II., vom Kontakt mit den mächtigen Nachbarn Frankreich und Burgund geprägt, trat selbstbewusst in die Fußstapfen seines Vaters, dem er es auch in der Heiratspolitik gleichtun wollte. Seine einzige Tochter Jakobäa vermählte er 1406 im Kindesalter mit dem nur wenig älteren Johann von Valois, dem Sohn Königs Karls VI. von Frankreich, der 1415 zum Thronfolger ernannt wurde.
Innenpolitisch war der ehrgeizige Wilhelm aber weniger erfolgreich als sein mehr auf Ausgleich bedachter Vater. Vor allem seine Beziehungen zum niederländischen Adel waren nicht die besten. So zerstritt er sich mit den Herren von Arkel, einem einflussreichen holländischen Geschlecht. Das Wachsen der Städte beflügelte die Ziegelproduktion und die Erfindung des Salzherings revolutionierte die Fischerei. In der Folge florierten Fischhandel und Schiffbau. Eine finanzstarke Schicht von Reedern und Kaufleuten entstand, die auch Textilmanufakturen unterhielt und das Brauwesen förderte.
Der herzogliche Hof in Den Haag gab aber auch kulturelle Impulse. Wie sein Vater vor ihm veranstaltete Wilhelm Ritterturniere und unterstützte Herolde wie den bedeutenden „Herold Bayern“ Claes Heynen. In der Schlacht von Othée 1408 schlug er gemeinsam mit seinem Schwager Johann Ohnefurcht und seinem Cousin Ludwig von Ingolstadt die Erhebung der Lütticher gegen seinen Bruder Johann nieder, der versucht hatte, Lüttich in ein weltliches Fürstentum umzuwandeln. 1412 gewährte er Ludwig in Valenciennes Asyl, nachdem dieser aus Paris geflohen war.
Trotz aller Erfolge hatte Wilhelm auch mit einigen Problemen zu kämpfen. Die Friesen, die er nie endgültig besiegt hatte, blieben unruhig und eroberten 1414 die Stadt Stavoren zurück, die der Herzog ihnen 1398 abgenommen hatte. Seine Verbindung mit Johann von Burgund zog ihn in den Konflikt zwischen Armagnacs und Burgundern um die Herrschaft in Frankreich hinein. Wilhelm intervenierte zwar erfolgreich auf burgundischer Seite, konnte jedoch nicht verhindern, dass der Hennegau von den sich in der Schlacht von Azincourt gegenüberstehenden Truppen verwüstet wurde. Wegen seines Streits mit den Herren von Arkel hatte er außerdem einen siebenjährigen Krieg mit Herzog Rainald von Geldern auszufechten, dem diese sich gegen seinen Willen unterstellt hatten.
Auch wenn Wilhelm schließlich Herr der Lage blieb, kam sein überraschender Tod am 31. Mai 1417 zum denkbar ungünstigsten Zeitpunkt. Er starb in Bouchain an den Folgen eines Hundebisses und wurde bis auf seine Eingeweide, die in Bouchain verblieben, wie seine Großmutter Margarethe und deren Vorfahren in der Kirche der Franziskaner-Minoriten in Valenciennes beigesetzt. Wilhelm hinterließ lediglich seine sechzehnjährige Tochter Jakobäa, die sich nun der Ansprüche ihres Onkels Johann zu erwehren hatte, der das Herzogtum Straubing-Holland gerne unter seine Führung gebracht hätte. Er gab 1418 sein Bistum auf, verließ Straubing und errang mit Hilfe der Kabeljauwen und des römisch-deutschen Königs Sigismund, mit dessen Nichte er verheiratet war, bis 1420 die Herrschaft in den Niederlanden.